# AJPW World Tag Team Championship
Die AJPW World Tag Team Championship ist der Tag-Team-Titel der japanischen Wrestling-Promotion All Japan Pro Wrestling. Die Vergabe dieses Titels folgt wie im Wrestling üblich einer zuvor ausgearbeiteten Storyline.
Der Titel entstand am 11. Juni 1988 als Vereinigung der beiden Titel PWF World Tag Team Championship und NWA International Tag Team Championship. Dies geschah als die damaligen PWF Tag Team Champions Jumbo Tsuruta und Yoshiaki Yatsu die NWA International Champions Road Warriors (Michael Hegstrand, Ringname Hawk, und Joseph Laurinaitis, Animal) besiegten. Ähnlich wie bei der AJPW Triple Crown Heavyweight Championship wurde der Titel durch vier Gürtel repräsentiert, zwei für jeden Wrestler, um an diese Zusammenlegung zu erinnern.
Er ist der bedeutendste Tag-Team-Titel der Promotion, die ebenfalls noch die wesentlich älteren, aber weniger bedeutsamen, All Asia Tag Team Championship führt.

## Titelgeschichte
| #  | Champions                                                     | Nr. | Datum              | Tage | Ort                     | Veranstaltung                                           | Bemerkung | Ref.          |
| -- | ------------------------------------------------------------- | --- | ------------------ | ---- | ----------------------- | ------------------------------------------------------- | --- | ------------- |
| 1  | Gorin Konbi (Jumbo Tsuruta und Yoshiaki Yatsu)                | 1   | 10. Juni 1988      | 49   | Tokio                   |                                                         | Tsuruta und Yatsu, die PWF Tag Team Champions, besiegten die NWA International Champions The Road Warriors um die beiden Titel zu vereinigen. | [ 1 ] [ 2 ]   |
| 2  | Fuchin Gyorai (Terry Gordy und Stan Hansen)                   | 1   | 29. Juli 1988      | 2    | Takasaki                |                                                         | | [ 3 ] [ 4 ]   |
| 3  | Gorin Konbi (Jumbo Tsuruta und Yoshiaki Yatsu)                | 2   | 31. Juli 1988      | 29   | Hakodate                |                                                         | | [ 3 ] [ 5 ]   |
| 4  | Ryugenhou (Ashura Hara und Genichiro Tenryu)                  | 1   | 29. August 1988    | 1    | Tokio                   |                                                         | | [ 3 ]         |
| 5  | Gorin Konbi (Jumbo Tsuruta und Yoshiaki Yatsu)                | 3   | 30. August 1988    | 81   | Osaka                   |                                                         | | [ 3 ]         |
| —  | Vakanz                                                        | —   | 19. November 1988  | —    | —                       | —                                                       | Für vakant erklärt, um ihm in der „World’s Strongest Tag Determination League“ neu zu vergeben.                                               | [ 1 ]         |
| 6  | Fuchin Gyorai (Terry Gordy und Stan Hansen)                   | 2   | 16. Dezember 1988  | 51   | Tokio                   |                                                         | Gewannen die World’s Strongest Tag Determination League.                                                                                      | [ 3 ]         |
| 7  | Gorin Konbi (Jumbo Tsuruta und Yoshiaki Yatsu)                | 4   | 2. Februar 1989    | 159  | Kansas City, USA        |                                                         | | [ 1 ]         |
| 8  | Ryukanhou (Stan Hansen (3) und Genichiro Tenryu (2))          | 1   | 11. Juli 1989      | 11   | Sapporo                 |                                                         | | [ 3 ]         |
| 9  | Gorin Konbi (Jumbo Tsuruta und Yoshiaki Yatsu)                | 5   | 22. Juli 1989      | 90   | Kanazawa                |                                                         | | [ 3 ]         |
| 10 | Ryukanhou (Stan Hansen (4) und Genichiro Tenryu (3))          | 2   | 20. Oktober 1989   | 40   | Tokio                   |                                                         | | [ 3 ]         |
| –  | Vakanz                                                        | —   | 29. November 1989  | —    | —                       | —                                                       | Für vakant erklärt, um ihm in der „World’s Strongest Tag Determination League“ neu zu vergeben.                                               | [ 1 ]         |
| 11 | Ryukanhou (Stan Hansen (5) und Genichiro Tenryu (4))          | 3   | 6. Dezember 1989   | 90   | Tokio                   |                                                         | Gewannen die World’s Strongest Tag Determination League.                                                                                      | [ 3 ]         |
| 12 | Satsujin Gyorai (Terry Gordy (3) und Steve Williams)          | 1   | 6. März 1990       | 135  | Tokio                   |                                                         | | [ 3 ]         |
| 13 | The Great Kabuki und Jumbo Tsuruta (6)                        | 1   | 19. Juli 1990      | 8    | Takefu, Präfektur Fukui |                                                         | | [ 3 ]         |
| –  | Vakanz                                                        | —   | 30. Juli 1990      | —    | —                       | —                                                       | Der Titel wurde vakant, weil Kabuki die AJPW gen SWS verließ.                                                                                 | [ 1 ]         |
| 14 | Satsujin Gyorai (Terry Gordy (4) und Steve Williams (2))      | 2   | 7. Dezember 1990   | 132  | Tokio                   |                                                         | Gewannen die World’s Strongest Tag Determination League.                                                                                      | [ 3 ]         |
| 15 | Stan Hansen (6) und Danny Spivey                              | 1   | 18. April 1991     | 79   | Tokio                   |                                                         | | [ 3 ]         |
| 16 | Satsujin Gyorai (Terry Gordy (5) und Steve Williams (3))      | 3   | 6. Juli 1991       | 18   | Yokosuka                |                                                         | | [ 3 ]         |
| 17 | Toshiaki Kawada und Mitsuharu Misawa                          | 1   | 24. Juli 1991      | 135  | Kanazawa                |                                                         | | [ 3 ]         |
| –  | Vakanz                                                        | —   | 6. Dezember 1991   | —    | —                       | —                                                       | Für vakant erklärt, um ihm in der „World’s Strongest Tag Determination League“ neu zu vergeben.                                               | [ 1 ]         |
| 18 | Satsujin Gyorai (Terry Gordy (6) und Steve Williams (4))      | 4   | 6. Dezember 1991   | 89   | Tokio                   |                                                         | Gewannen die World’s Strongest Tag Determination League.                                                                                      | [ 3 ]         |
| 19 | Akira Taue und Jumbo Tsuruta (7)                              | 1   | 4. März 1992       | 254  | Tokio                   |                                                         | | [ 3 ] [ 6 ]   |
| –  | Vakanz                                                        | —   | 13. November 1992  | —    | —                       | —                                                       | Für vakant erklärt, um ihm in der „World’s Strongest Tag Determination League“ neu zu vergeben.                                               | [ 1 ]         |
| 20 | Toshiaki Kawada und Mitsuharu Misawa                          | 2   | 4. Dezember 1992   | 57   | Tokio                   |                                                         | Gewannen die World’s Strongest Tag Determination League.                                                                                      | [ 3 ]         |
| 21 | Satsujin Gyorai (Terry Gordy (7) und Steve Williams (5))      | 5   | 30. Januar 1993    | 110  | Chiba                   |                                                         | | [ 3 ]         |
| 22 | The Holy Demon Army (Toshiaki Kawada (3) und Akira Taue (2))  | 1   | 20. Mai 1993       | 106  | Sapporo                 |                                                         | | [ 3 ]         |
| 23 | Ted DiBiase und Stan Hansen (7)                               | 1   | 3. September 1993  | 71   | Tokio                   |                                                         | | [ 3 ] [ 7 ]   |
| —  | Vakanz                                                        | —   | 13. November 1993  | —    | —                       | —                                                       | Für vakant erklärt, um ihm in der „World’s Strongest Tag Determination League“ neu zu vergeben.                                               | [ 1 ]         |
| 24 | Kenta Kobashi und Mitsuharu Misawa (3)                        | 1   | 3. Dezember 1993   | 351  | Tokio                   |                                                         | Gewannen the World’s Strongest Tag Determination League.                                                                                      | [ 3 ]         |
| —  | Vakanz                                                        | —   | 19. November 1994  | —    | —                       | —                                                       | Für vakant erklärt, um ihm in der „World’s Strongest Tag Determination League“ neu zu vergeben.                                               | [ 1 ]         |
| 25 | Kenta Kobashi und Mitsuharu Misawa (4)                        | 2   | 10. Dezember 1994  | 181  | Tokio                   |                                                         | Gewannen die World’s Strongest Tag Determination League.                                                                                      | [ 3 ]         |
| 26 | The Holy Demon Army (Toshiaki Kawada (4) und Akira Taue (3))  | 2   | 9. Juni 1995       | 229  | Tokio                   |                                                         | | [ 3 ]         |
| 27 | Gary Albright und Stan Hansen (8)                             | 1   | 24. Januar 1996    | 27   | Matsumoto               |                                                         | | [ 3 ]         |
| 28 | The Holy Demon Army (Toshiaki Kawada (5) und Akira Taue (4))  | 3   | 20. Februar 1996   | 93   | Morioka                 |                                                         | | [ 3 ]         |
| 29 | Jun Akiyama und Mitsuharu Misawa (5)                          | 1   | 23. Mai 1996       | 105  | Sapporo                 |                                                         | | [ 3 ] [ 8 ]   |
| 30 | Johnny Ace und Steve Williams (6)                             | 1   | 5. September 1996  | 134  | Tokio                   |                                                         | | [ 3 ] [ 9 ]   |
| 31 | The Holy Demon Army (Toshiaki Kawada (6)) und Akira Taue (5)) | 4   | 17. Januar 1997    | 130  | Matsumoto               |                                                         | | [ 3 ]         |
| 32 | G.E.T. (Johnny Ace (2) und Kenta Kobashi (3))                 | 1   | 27. Mai 1997       | 59   | Sapporo                 |                                                         | | [ 3 ]         |
| 33 | T.O.P. (Gary Albright (2) und Steve Williams (7))             | 1   | 25. Juli 1997      | 71   | Tokio                   |                                                         | | [ 3 ]         |
| 34 | G.E.T. (Johnny Ace (3) und Kenta Kobashi (4))                 | 2   | 4. Oktober 1997    | 113  | Nagoya                  |                                                         | | [ 3 ]         |
| 35 | The Holy Demon Army (Toshiaki Kawada (7) und Akira Taue (6))  | 5   | 25. Januar 1998    | 347  | Yokohama                |                                                         | | [ 3 ]         |
| 36 | Jun Akiyama (2) und Kenta Kobashi (5)                         | 1   | 7. Januar 1999     | 153  | Hidaka, Präfektur Kōchi | New Year Giant Series                                   | | [ 10 ]        |
| 37 | Johnny Ace (4) und Bart Gunn                                  | 1   | 9. Juni 1999       | 44   | Sendai                  | Super Power Series                                      | | [ 11 ]        |
| 38 | No Fear (Takao Omori und Yoshihiro Takayama)                  | 1   | 23. Juli 1999      | 33   | Tokio                   | Summer Action Series                                    | Hielten ebenfalls die All Asia Tag Team Championship.                                                                                         | [ 12 ]        |
| 39 | Mitsuharu Misawa (6) und Yoshinari Ogawa                      | 1   | 25. August 1999    | 59   | Hiroshima               | Summer Action Series II                                 | Es ging auch um Omoris und Takayamas All Asia Championship.                                                                                   | [ 13 ]        |
| 40 | Jun Akiyama (3) und Kenta Kobashi (6)                         | 2   | 23. Oktober 1999   | 120  | Nagoya                  | October Giant Series                                    | | [ 14 ]        |
| 41 | Vader und Steve Williams (8)                                  | 1   | 20. Februar 2000   | 58   | Kōbe                    | Excite Series                                           | | [ 15 ]        |
| —  | Vakanz                                                        | —   | 7. April 2000      | —    | —                       | —                                                       | Vakant, nachdem Vader eine Knochenfraktur am linken Arm erlitt.                                                                               | [ 3 ]         |
| 42 | The Holy Demon Army (Toshiaki Kawada (8)) und Akira Taue (7)) | 6   | 9. Juni 2000       | 7    | Tokio                   | Super Power Series                                      | Besiegten Takao Omori und Yoshihiro Takayama in einem Turnierfinale.                                                                          | [ 16 ]        |
| —  | Vakanz                                                        | —   | 16. Juni 2000      | —    | —                       | —                                                       | Vakant, nachdem Taue und andere die AJPW verließen, um Pro Wrestling NOAH zu gründen.                                                         | [ 3 ]         |
| 43 | Taiyō Kea und Johnny Smith                                    | 1   | 14. Januar 2001    | 191  | Tokio                   | New Year Giant Series                                   | Besiegten Masanobu Fuchi und Toshiaki Kawada.                                                                                                 | [ 17 ]        |
| 44 | Yoji Anjo und Genichiro Tenryu (5)                            | 1   | 14. Juli 2001      | 100  | Tokio                   | Summer Action Series Tour                               | | [ 18 ]        |
| 45 | Taiyō Kea (2) und Keiji Mutoh                                 | 1   | 22. Oktober 2001   | 268  | Niigata                 | October Giant Series                                    | | [ 19 ]        |
| 46 | KroniK (Brian Adams und Bryan Clark)                          | 1   | 17. Juli 2002      | 85   | Osaka                   | Summer Action Series                                    | | [ 20 ] [ 21 ] |
| —  | Vakanz                                                        | —   | 10. Oktober 2002   | —    | —                       | —                                                       | Wurde vakant, nachdem Adams seine Wrestlingkarriere aufgab, um Profiboxer zu werden.                                                          | [ 1 ]         |
| 47 | Taiyō Kea (3) und Satoshi Kojima                              | 1   | 6. Dezember 2002   | 153  | Tokio                   |                                                         | Gewannen die World’s Strongest Tag Determination League.                                                                                      | [ 3 ]         |
| —  | Vakanz                                                        | —   | 8. Mai 2003        | —    | —                       | —                                                       | Wegen Inaktivität für vakant erklärt. | [ 1 ]         |
| 48 | Arashi und Keiji Mutoh (2)                                    | 1   | 8. Juni 2003       | 224  | Yokohama                | Super Power Series                                      | Besiegten Satoshi Kojima und Jimmy Yang in einem Turnierfinale.                                                                               | [ 22 ] [ 23 ] |
| 49 | Kojikaz (Kaz Hayashi und Satoshi Kojima (2))                  | 1   | 18. Januar 2004    | 146  | Osaka                   | New Year Giant Series                                   | | [ 24 ] [ 25 ] |
| 50 | Kendo Kashin und Yuji Nagata                                  | 1   | 12. Juni 2004      | 188  | Nagoya                  | Crossover                                               | | [ 26 ]        |
| —  | Vakanz                                                        | —   | 12. Dezember 2004  | —    | —                       | —                                                       | Wegen Inaktivität für vakant erklärt. | [ 1 ]         |
| 51 | Jamal und Taiyō Kea (4)                                       | 1   | 16. Januar 2005    | 323  | Osaka                   | New Year Shining Series                                 | Besiegten Hiroshi Tanahashi und Yutaka Yoshie.                                                                                                | [ 27 ]        |
| —  | Vakanz                                                        | —   | 5. Dezember 2005   | —    | —                       | —                                                       | Für vakant erklärt, nachdem Jamal zu WWE wechselte.                                                                                           | [ 28 ]        |
| 52 | Toshiaki Kawada (9) und Taiyō Kea (5)                         | 1   | 17. Februar 2007   | 190  | Tokio                   | Pro Wrestling Love in Ryogoku vol. 2                    | Besiegten RO'Z und Suwama. | [ 29 ]        |
| 53 | Voodoo Murders (Satoshi Kojima (3) und Taru)                  | 1   | 26. August 2007    | 130  | Tokio                   | Pro Wrestling Love in Ryogoku vol. 3                    | | [ 30 ]        |
| 54 | Joe Doering und Keiji Mutoh (3)                               | 1   | 3. Januar 2008     | 177  | Tokio                   | New Year Shining Series                                 | | [ 1 ]         |
| 55 | Taiyō Kea (6) und Minoru Suzuki                               | 1   | 28. Juni 2008      | 554  | Osaka                   | Crossover                                               | |               |
| 56 | Masakatsu Funaki und Keiji Mutoh (4)                          | 1   | 3. Januar 2010     | 65   | Tokio                   | New Year Shining Series                                 | |               |
| —  | Vakanz                                                        | —   | 9. März 2010       | —    | —                       | —                                                       | Für vakant erklärt, nachdem sich Mutoh eine Knieverletzung zuzog.                                                                             | [ 1 ]         |
| 57 | Taiyō Kea (7) und Akebono                                     | 1   | 4. Juli 2010       | 217  | Osaka                   | Crossover                                               | Besiegten Suwama und Ryota Hama. |               |
| 58 | Voodoo Murders (Joe Doering (2) und Kono)                     | 1   | 6. Februar 2011    | 117  | Tokio                   |                                                         | |               |
| —  | Vakanz                                                        | —   | 3. Juni 2011       | —    | —                       | —                                                       | Für vakant erklärt, nachdem AJPW Kono suspendierte.                                                                                           | [ 1 ]         |
| 59 | The Great Muta (5) und Kenso                                  | 1   | 19. Juni 2011      | 126  | Tokio                   |                                                         | Besiegten Akebono und Ryota Hama. | [ 31 ]        |
| 60 | The Black Family (Dark Cuervo und Dark Ozz)                   | 1   | 23. Oktober 2011   | 149  | Tokio                   |                                                         | |               |
| 61 | Get Wild (Manabu Soya und Takao Omori (2))                    | 1   | 20. März 2012      | 61   | Tokio                   |                                                         | |               |
| 62 | Joe Doering (3) und Seiya Sanada                              | 1   | 20. Mai 2012       | 28   | Fukuoka                 |                                                         | |               |
| 63 | Get Wild (Manabu Soya (2) und Takao Omori (3))                | 2   | 17. Juni 2012      | 135  | Tokio                   |                                                         | |               |
| —  | Vakanz                                                        | —   | 30. Oktober 2012   | —    | Tokio                   | —                                                       | Für vakant erklärt, um ihm in der „World’s Strongest Tag Determination League“ neu zu vergeben.                                               | [ 3 ]         |
| 64 | Get Wild (Manabu Soya (3) und Takao Omori (4))                | 3   | 30. November 2012  | 107  | Tokio                   |                                                         | Gewannen die World’s Strongest Tag Determination League und besiegten Joe Doering und Suwama im Finale.                                       |               |
| 65 | Burning (Go Shiozaki und Jun Akiyama (4))                     | 1   | 17. März 2013      | 219  | Tokio                   |                                                         | |               |
| 66 | Evolution (Suwama und Joe Doering (4))                        | 1   | 22. Oktober 2013   | 249  | Niigata                 |                                                         | |               |
| 67 | Wild Burning (Jun Akiyama (5) und Takao Omori (5))            | 1   | 28. Juni 2014      | 117  | Sapporo                 |                                                         | |               |
| —  | Vakanz                                                        | —   | 23. Okt. 2014      | —    | Tokio                   | —                                                       | Für vakant erklärt, um ihm in der „World’s Strongest Tag Determination League“ neu zu vergeben.                                               | [ 3 ]         |
| 68 | Wild Burning (Jun Akiyama (6) und Takao Omori (6))            | 2   | 6. Dezember 2014   | 106  | Tokio                   |                                                         | Gewannen die World’s Strongest Tag Determination League und besiegten Go Shiozaki und Kento Miyahara im Finale.                               |               |
| 69 | Akebono (2) und Yutaka Yoshie                                 | 1   | 22. März 2015      | 45   | Fukuoka                 |                                                         | |               |
| 70 | Xceed (Go Shiozaki (2) und Kento Miyahara)                    | 1   | 6. Mai 2015        | 145  | Tokio                   |                                                         | |               |
| —  | Vakanz                                                        | —   | 28. September 2015 | —    | —                       | —                                                       | Für vakant erklärt, nachdem Shiozaki AJPW verließ.                                                                                            | [ 32 ]        |
| 71 | The Big Guns (Bodyguard und Zeus)                             | 1   | 23. Dezember 2015  | 175  | Osaka                   | Wrestle Dream                                           | Besiegten Jun Akiyama und Takao Omori. |               |
| 72 | Daisuke Sekimoto und Yuji Okabayashi                          | 1   | 15. Juni 2016      | 165  | Tokio                   | 2016 Dynamite Series                                    | |               |
| 73 | The Big Guns (Bodyguard und Zeus)                             | 2   | 27. November 2016  | 175  | Tokio                   | Zen Nihon Puroresu in Ryōgoku Kokugikan                 | |               |
| 74 | Kai und Kengo Mashimo                                         | 1   | 21. Mai 2017       | 21   | Tokio                   | 2017 Super Power Series                                 | |               |
| 75 | The Big Guns (Bodyguard und Zeus)                             | 3   | 11. Juni 2017      | 36   | Tokio                   | 2017 Dynamite Series                                    | |               |
| 76 | Nextream (Jake Lee und Naoya Nomura)                          | 1   | 17. Juli 2017      | 15   | Tokio                   | 2017 Summer Action Series                               | |               |
| —  | Vakanz                                                        | —   | 1. August 2017     | —    | —                       | —                                                       | Für vakant erklärt, nachdem Lee eine Knieverletzung erlitt.                                                                                   | [ 33 ]        |
| 77 | Daisuke Sekimoto und Yuji Okabayashi                          | 2   | 27. August 2017    | 50   | Tokio                   | 2017 Summer Explosion                                   | Besiegten Kai und Naoya Nomura. |               |
| —  | Vakanz                                                        | —   | 16. Oktober 2017   | —    | —                       | —                                                       | Für vakant erklärt, nachdem Okabayashi eine Schulterverletzung erlitt.                                                                        | [ 34 ]        |
| 78 | Wild Burning (Jun Akiyama (7) und Takao Omori (7))            | 3   | 21. Oktober 2017   | 74   | Yokohama                | Jun Akiyama und Takao Omori Debut 25th Anniversary Show | Besiegten Daisuke Sekimoto und Ryūji Itō. |               |
| 79 | Suwama (2) and Shuji Ishikawa                                 | 1   | 3. Januar 2018     | 31   | Tokio                   | New Year Giant Series                                   | |               |
| 80 | Kento Miyahara (2) and Yoshitatsu                             | 1   | 3. Februar 2018    | 22   | Yokohama                | Yokohama Twilight Blues Special 2018                    | |               |
| 81 | The Big Guns (Bodyguard and Zeus)                             | 4   | 25. Februar 2018   | 28   | Osaka                   | 2018 Excite Series                                      | |               |
| 82 | Dylan James and Ryoji Sai                                     | 1   | 25. März 2018      | 97   | Saitama                 | 2018 Power Dream Series                                 | |               |
| 83 | Violent Giants (Suwama (3) and Shuji Ishikawa (2))            | 2   | 30. Juni 2018      | 197  | Sapporo                 | 2018 Dynamite Series                                    | |               |
| 84 | Strong BJ (Daisuke Sekimoto and Yuji Okabayashi)              | 3   | 13. Januar 2019    | 65   | Tokio                   | BJW To Was Gat Early                                    | Show von Big Japan Pro-Wrestling |               |
| 85 | Violent Giants (Suwama (4) and Shuji Ishikawa (3))            | 3   | 19. März 2019      | 168  | Tokio                   | 2019 Dream Power Series                                 | |               |
| 86 | Zeus (5) and Ryoji Sai (2)                                    | 1   | 3. September 2019  | 121  | Tokio                   | 2019 Summer Explosion                                   | |               |
| 87 | Violent Giants (Suwama (5) and Shuji Ishikawa (4))            | 4   | 2. Januar 2020     | 366  | Tokio                   | AJPW New Year Wars 2020                                 | |               |
| 88 | NEXTREAM (Kento Miyahara (3) and Yuma Aoyagi)                 | 1   | 2. Januar 2021     | 248  | Tokio                   | AJPW New Year Wars 2021                                 | |               |
| 89 | Runaway Suplex (Shotaro Ashino and Suwama (6))                | 1   | 7. September 2021  | 249  | Tokio                   | AJPW Super Deluxe Series                                | | [ 35 ]        |
| 90 | Twin Towers (Shuji Ishikawa (5) and Kohei Sato)               | 1   | 14. Mai 2022       | 36   | Sapporo                 | AJPW Super Power Series                                 | | [ 36 ]        |
| 91 | Gungnir of Anarchy (Shotaro Ashino (2) and Ryuki Honda)       | 1   | 19. Juni 2022      | 126  | Tokio                   | AJPW Champions Night 4: 50th Anniversary Tour           | | [ 37 ]        |
| 92 | Voodoo Murders (Kono (2) and Suwama (7))                      | 1   | 23. Oktober 2022   | 71   | Osaka                   | AJPW Raising An Army Memorial Series 2022               | | [ 38 ]        |
| 93 | Kento Miyahara (4) and Takuya Nomura                          | 1   | 2. Januar 2023     | 20   | Tokio                   | AJPW New Year Giant Series 2023                         | | [ 39 ]        |
| 94 | Yuma Aoyagi (2) and Naoya Nomura (2)                          | 1   | 22. Januar 2023    | 58   | Tokio                   | AJPW New Year Giant Series 2023                         | | [ 40 ]        |
| 95 | Kongo (Kenoh and Manabu Soya (4))                             | 1   | 21. März 2023      | 86   | Tokio                   | AJPW Dream Series 2023                                  | | [ 41 ]        |
| 96 | Zen Nisshin Jidai (Kento Miyahara (5) and Yuma Aoyagi (3))    | 2   | 15. Juni 2023      | 116  | Tokio                   | AJPW Dynamite Series 2023                               | | [ 42 ]        |
| 97 | Saito Brothers (Jun Saito and Rei Saito)                      | 1   | 9. Oktober 2023    | 667+ | Kakuda                  | AJPW Raising An Army Memorial Series 2023               | | [ 43 ]        |

## Titelstatistik

### Nach Team
| Platz | Team                                                        | Nr. | Tage |
| ----- | ----------------------------------------------------------- | --- | ---- |
| 1     | The Holy Demon Army (Toshiaki Kawada und Akira Taue)        | 6   | 912  |
| 2     | Violent Giants (Suwama und Shuji Ishikawa)                  | 4   | 762  |
| 3     | Taiyō Kea und Minoru Suzuki                                 | 1   | 554  |
| 4     | Kenta Kobashi und Mitsuharu Misawa                          | 2   | 531  |
| 5     | Satsujin Gyorai (Terry Gordy und Steve Williams)            | 5   | 484  |
| 6     | The Big Guns (Bodyguard und Zeus)                           | 4   | 414  |
| 7     | Gorin Konbi (Jumbo Tsuruta und Yoshiaki Yatsu)              | 5   | 408  |
| 8     | NEXTREAM/Zen Nisshin Jidai (Kento Miyahara and Yuma Aoyagi) | 2   | 364  |
| 9     | Jamal und Taiyō Kea                                         | 1   | 323  |
| 10    | Get Wild (Manabu Soya und Takao Omori)                      | 3   | 303  |
| 11    | Wild Burning (Jun Akiyama und Takao Omori)                  | 3   | 297  |
| 12    | Daisuke Sekimoto und Yuji Okabayashi                        | 3   | 280  |
| 13    | Jun Akiyama und Kenta Kobashi                               | 2   | 273  |
| 14    | Taiyō Kea und Keiji Mutoh                                   | 1   | 268  |
| 14    | Akira Taue und Jumbo Tsuruta                                | 1   | 254  |
| 16    | Evolution (Joe Doering und Suwama)                          | 1   | 249  |
| 16    | Runaway Suplex (Shotaro Ashino and Suwama)                  | 1   | 249  |
| 18    | Arashi und Keiji Mutoh                                      | 1   | 224  |
| 19    | Burning (Go Shiozaki und Jun Akiyama)                       | 1   | 219  |
| 20    | Taiyō Kea und Akebono                                       | 1   | 217  |
| 21    | Toshiaki Kawada und Mitsuharu Misawa                        | 2   | 192  |
| 22    | Taiyō Kea und Johnny Smith                                  | 2   | 191  |
| 23    | Toshiaki Kawada und Taiyō Kea                               | 1   | 190  |
| 24    | Kendo Kashin und Yuji Nagata                                | 1   | 188  |
| 25    | Joe Doering und Keiji Mutoh                                 | 1   | 177  |
| 26    | G.E.T. (Johnny Ace und Kenta Kobashi)                       | 2   | 172  |
| 27    | Taiyō Kea und Satoshi Kojima                                | 1   | 153  |
| 28    | The Black Family (Dark Cuervo und Dark Ozz)                 | 1   | 149  |
| 29    | Kojikaz (Kaz Hayashi und Satoshi Kojima)                    | 1   | 146  |
| 30    | Xceed (Go Shiozaki und Kento Miyahara)                      | 1   | 145  |
| 31    | Ryukanhou (Stan Hansen und Genichiro Tenryu)                | 3   | 141  |
| 32    | Johnny Ace und Steve Williams                               | 1   | 134  |
| 33    | Voodoo Murders (Satoshi Kojima und Taru)                    | 1   | 130  |
| 34    | Gungnir of Anarchy (Ryuki Honda and Shotaro Ashino)         | 1   | 126  |
| 34    | The Great Muta und Kenso                                    | 1   | 126  |
| 36    | Zeus and Ryoji Sai                                          | 1   | 121  |
| 37    | Voodoo Murders (Joe Doering und Kono)                       | 1   | 117  |
| 38    | Jun Akiyama und Mitsuharu Misawa                            | 1   | 105  |
| 39    | Yoji Anjo und Genichiro Tenryu                              | 1   | 100  |
| 40    | Dylan James und Ryoji Sai                                   | 1   | 97   |
| 41    | Kongo (Kenoh and Manabu Soya)                               | 1   | 86   |
| 42    | KroniK (Brian Adams und Bryan Clark)                        | 1   | 85   |
| 43    | Stan Hansen und Danny Spivey                                | 1   | 79   |
| 44    | T.O.P. (Gary Albright und Steve Williams)                   | 1   | 71   |
| 44    | Voodoo Murders (Kono and Suwama)                            | 1   | 71   |
| 46    | Ted DiBiase und Stan Hansen                                 | 1   | 70   |
| 47    | Masakatsu Funaki und Keiji Mutoh                            | 1   | 65   |
| 48    | Mitsuharu Misawa und Yoshinari Ogawa                        | 1   | 59   |
| 49    | Fuchin Gyorai (Terry Gordy und Stan Hansen)                 | 2   | 50   |
| 50    | Vader und Steve Williams                                    | 1   | 47   |
| 51    | Akebono und Yutaka Yoshie                                   | 1   | 45   |
| 52    | Johnny Ace und Bart Gunn                                    | 1   | 44   |
| 53    | Saito Brothers † (Jun Saito and Rei Saito)                  | 1   | 667+ |
| 54    | Twin Towers (Shuji Ishikawa and Kohei Sato)                 | 1   | 36   |
| 55    | No Fear (Takao Omori und Yoshihiro Takayama)                | 1   | 33   |
| 56    | Joe Doering und Seiya Sanada                                | 1   | 28   |
| 57    | Gary Albright und Stan Hansen                               | 1   | 27   |
| 58    | Kento Miyahara and Yoshitatsu                               | 1   | 22   |
| 59    | Kai und Kengo Mashimo                                       | 1   | 21   |
| 60    | Kento Miyahara und Takuya Nomura                            | 1   | 20   |
| 61    | Nextream (Jake Lee und Naoya Nomura)                        | 1   | 15   |
| 62    | The Great Kabuki und Jumbo Tsuruta                          | 1   | 8    |
| 63    | Ryugenhou (Ashura Hara und Genichiro Tenryu)                | 1   | 1    |

### Einzelwrestler
| Rang | Wrestler                   | Anzahl | Kämpfe | Tage insgesamt |
| ---- | -------------------------- | ------ | ------ | -------------- |
| 1    | Taiyō Kea                  | 7      | 16     | 1896           |
| 2    | Suwama                     | 7      | 19     | 1331           |
| 3    | Toshiaki Kawada            | 9      | 12     | 1294           |
| 4    | Akira Taue                 | 7      | 12     | 1166           |
| 5    | Kenta Kobashi              | 6      | 7      | 977            |
| 6    | Jun Akiyama                | 7      | 13     | 894            |
| 7    | Mitsuharu Misawa           | 6      | 7      | 888            |
| 8    | Keiji Mutoh/The Great Muta | 5      | 8      | 860            |
| 9    | Shuji Ishikawa             | 5      | 13     | 798            |
| 10   | Steve Williams             | 8      | 5      | 747            |
| 11   | Jumbo Tsuruta              | 7      | 11     | 670            |
| 12   | Takao Omori                | 7      | 11     | 633            |
| 13   | Joe Doering                | 4      | 6      | 571            |
| 14   | Minoru Suzuki              | 1      | 4      | 554            |
| 15   | Kento Miyahara             | 5      | 10     | 551            |
| 16   | Zeus                       | 5      | 8      | 535            |
| 17   | Terry Gordy                | 7      | 3      | 534            |
| 18   | Satoshi Kojima             | 3      | 1      | 429            |
| 19   | Yuma Aoyagi                | 3      | 7      | 422            |
| 20   | Bodyguard                  | 4      | 7      | 414            |
| 21   | Yoshiaki Yatsu             | 5      | 9      | 408            |
| 22   | Manabu Soya                | 4      | 7      | 389            |
| 23   | Shotaro Ashino             | 2      | 7      | 375            |
| 24   | Stan Hansen                | 8      | 3      | 368            |
| 25   | Go Shiozaki                | 2      | 6      | 364            |
| 26   | Johnny Ace                 | 4      | 1      | 350            |
| 27   | Jamal                      | 1      | 3      | 323            |
| 28   | Daisuke Sekimoto           | 3      | 5      | 280            |
| 28   | Yuji Okabayashi            | 3      | 5      | 280            |
| 30   | Akebono                    | 2      | 3      | 262            |
| 31   | Genichiro Tenryu           | 5      | 2      | 242            |
| 32   | Arashi                     | 1      | 4      | 224            |
| 33   | Ryoji Sai                  | 2      | 2      | 218            |
| 34   | Johnny Smith               | 1      | 3      | 191            |
| 35   | Kono                       | 2      | 1      | 188            |
| 35   | Kendo Kashin               | 1      | 0      | 188            |
| 35   | Yuji Nagata                | 1      | 0      | 188            |
| 38   | Dark Cuervo                | 1      | 2      | 149            |
| 38   | Dark Ozz                   | 1      | 2      | 149            |
| 40   | Kaz Hayashi                | 1      | 1      | 146            |
| 41   | Taru                       | 1      | 0      | 130            |
| 42   | Ryuki Honda                | 1      | 4      | 126            |
| 42   | Kenso                      | 1      | 1      | 126            |
| 44   | Yoji Anjo                  | 1      | 2      | 100            |
| 45   | Gary Albright              | 2      | 1      | 98             |
| 46   | Dylan James                | 1      | 1      | 97             |
| 47   | Kenoh                      | 1      | 2      | 86             |
| 48   | Brian Adams                | 1      | 1      | 85             |
| 48   | Bryan Clark                | 1      | 1      | 85             |
| 50   | Danny Spivey               | 1      | 2      | 79             |
| 51   | Naoya Nomura               | 2      | 1      | 73             |
| 52   | Ted DiBiase                | 1      | 1      | 71             |
| 53   | Masakatsu Funaki           | 1      | 0      | 65             |
| 54   | Yoshinari Ogawa            | 1      | 0      | 59             |
| 55   | Vader                      | 1      | 0      | 58             |
| 56   | Yutaka Yoshie              | 1      | 0      | 45             |
| 57   | Bart Gunn                  | 1      | 0      | 44             |
| 58   | Jun Saito †                | 1      | 2      | 667+           |
| 58   | Rei Saito †                | 1      | 2      | 667+           |
| 60   | Kōhei Satō                 | 1      | 1      | 36             |
| 61   | Yoshihiro Takayama         | 1      | 0      | 33             |
| 62   | Seiya Sanada               | 1      | 0      | 28             |
| 63   | Yoshitatsu                 | 1      | 0      | 22             |
| 64   | Kai                        | 1      | 0      | 21             |
| 64   | Kengo Mashimo              | 1      | 0      | 21             |
| 66   | Takuya Nomura              | 1      | 0      | 20             |
| 67   | Jake Lee                   | 1      | 1      | 15             |
| 68   | The Great Kabuki           | 1      | 0      | 8              |
| 69   | Ashura Hara                | 1      | 0      | 1              |